# AZRAEL
AZRAEL（アズリエル）は、神奈川県・東京を中心に活動するヘヴィメタルバンド。ボーカル・AKIRAの超絶ハイトーンが特徴的。

## 音楽性
ジャーマン・メタルから触発された欧州志向のドラマティックなメロディックパワーメタルを得意とする。ボーカル・メロディを生命線と捉えており、楽器隊が裏でサポートするスタイルが基本。陽性メロディ満載の疾走感溢れるスピード・チューンから、軽快なハードポップやメロディアスハードロック、壮大なバラードなど幅広い音楽性を持つ。

## 略歴[4]
- 1993年　同じ学校の音楽サークルで知り合ったAKIRA(Vo)とTAKE(Gt)、SHIRAO(Gt)、RYU(Ba)、YUTAKA(Ds)が、RIOT、HELLOWEEN、QUEENSRYCHE、STRATOVARIUS、MADISON、FIFTH ANGEL、MARSHALL LAW等、洋楽メタルのカヴァーバンドを結成。 ここにAZRAELの母体が出来上がり、すぐにオリジナル曲も制作し始める。

- 1997年　AZRAELとして初のFull Album「Run For The Night」をリリースする。 インディーCDのプレスが現在ほど一般的ではない時期に、サンプル盤を各地のCDショップに送り、ウェブサイトを立ち上げるなど、積極的に宣伝活動を行った。その甲斐も有ってアルバムは好評を博した。 その後、オリジナルのベーシストのRyu が帰郷のため脱退したが、AKIRAの実兄であるSATOSHI（BURNING EMOTION）をサポート・ベースに迎え、東京や大阪でライヴを重ね、着実に動員を増やしていった。
- 1998年　ベーシストとしてKENTARO（現BLASDEAD）がオーディションを経てバンドに加入。 またこの頃、大阪のライヴで共演したTAKUYA(Key)と音楽性で意気投合し、AZRAELに加入することとなった。 ここに初期ラインナップが揃う。
- 2000年　2nd Album「King Of The Steely Nation」をリリースする。
- 2003年　3rd Album「Sunrise In The Dreamland」をリリースする。 2ndと比べてもアレンジ、音質等全てに於いて前作を凌ぐ仕上がりになっており、曲に関しても過去の作品に通ずるジャーマン、イタリアン・メタル系の疾走チューンから、北欧メタルの流れを汲むミドル・チューン、壮大なバラードと、タイムレスなメロディーを色々な形で素直に表現しており、メロディック/スピード・メタル・ファンを中心に更なる好評を博した。[5]
- 2005年　1st Single「My Blackest Heart」をリリースする。[6]
- 2006年　SHIRAO(Gt)、KENTARO(Ba)が相次いで脱退したが、それまでAZRAELのレコーディング・エンジニアを務めていたTACKY(Gt)が加入。 その後、オーディションを経てAOI(Ba)が加入。
- 2007年　4月7日 AZRAEL初となるワンマンライブ「漢企画 produce 遅咲きの新人、アルバムデビュー10周年記念リサイタル」を目黒ライブステーション行った。[7]
- 2010年　1月11日 4th Album「Dream On」をリリースする[8]。この作品はPINK CREAM 69のベーシストであるDennis Wardがマスタリングで関わっている。
- 2011年　東日本大震災チャリティー・アルバム「RISING SUN」に参加する。[9]
- 2012年　7月 TACKY(Gt)とAOI(Ba)が脱退。9月 ELENDIRA、GRANDFINALEのYASU(Ba)が加入。
- 2013年　5月 ちびらりのAKKKI（あっきー）(Gt)が加入。12月22日 結成20周年記念として、AZRAEL2度目となるワンマンライブをSHIBUYA DESEOにて行う。[10]この日はゲストキーボード、ギターとしてYUHKI(GALNERYUS / ALHAMBRA)と元メンバーのSHIRAOが参加した他、1st Album収録の「Magic In Your Eyes」を現メンバーでリ・レコーディングしたものが無料配布された。
- 2014年　12月27日 AZRAEL3度目となるワンマンライブ「AZRAEL 3rd ONE MAN LIVE -Run for the Hard'n Heavy Night-」をSHIBUYA DESEOにて行う。
- 2018年　12月21日 バンド結成25周年記念作となる5th Album「Moonchild」をリリース。本作は、アルバム全体を通して所謂ジャパメタの枠にとらわれないキャッチーでメロディアスな楽曲と、AKIRAの超絶ハイトーンVoを売りにしたメロディックスピードメタルやメロディアスハードロックというこれまでのAZRAELの音楽性を踏襲しつつ、アレンジ面で新メンバーのAKKKIとYASUのエッセンスを程よく加えることで、これまでのAZRAELファンはもちろんのこと、全メロディックメタルファンにアピール出来る内容となった。
- 2019年　4月MOONCHILD TOUR 2019を仙台公演よりスタート。 5月4日には大阪公演としてメロディックパワーメタルバンド MinstreliX、Steel Emblemとのスリーマンイベントを北堀江Club Vijon[11]にて行い、6月1日には東京でAZRAEL4度目となるワンマンライブ「AZRAEL MOONCHILD TOUR 2019 東京公演 TOUR FINAL -Run for the Hard’n Heavy Night-」を下北沢ReGにて行う。
- 2020年 12月31日 AKKKI(Gt)がバンド活動を引退し、脱退することが発表された。
- 2023年 11月25日 結成30周年を記念したライブ「AZRAEL 30th Anniversary Live」を東京渋谷スターラウンジにて開催し、メロディックパワーメタルバンド 天燐と共演した。
- 2024年 8月10日 目黒ライブステーションでMinstreliXとツーマンライブ。

## メンバー
- AKIRA（ボーカル）Prophesiaのボーカルとしても活動中。
- TAKE（ギター）バンドリーダー
- AKKKI （ギター）ちびらりのギターとしても活動中 (2020年12月育児育児専念のため脱退。[12])
- YUTAKA（ドラムス）
- TAKUYA（キーボード）
- YASU （ベース）GRAND FINALEのベースとしても活動中。

## ディスコグラフィー

### アルバム
- RUN FOR THE NIGHT（1997年4月1日発売）AZRA-9727
- KING OF THE STEELY NATION （2000年1月21日発売）TKCU-77041
- SUNRISE IN THE DREAMLAND （2003年8月21日発売）TKCF-77124
- DREAM ON （2010年1月11日発売）BLRC-00036
- MOONCHIILD（2018年12月21日発売）BLRC-00111

### シングル
- MY BLACKEST HEART （2005年9月発売）AZRAE-0910